# Hemsleya delavayi
Hemsleya delavayi là một loài thực vật có hoa trong họ Cucurbitaceae. Loài này được (Gagnep.) C. Jeffrey ex C.Y. Wu & C.L. Chen mô tả khoa học đầu tiên năm 1985.